# 南魚座
南鱼座是88个现代星座中的一员。拉丁名Piscis Austrinus或者Piscis Australis（拉丁语南方的鱼）。它是48个托勒密星座中的一员。首要并且是唯一的亮星是南鱼座α星（北落师门）是颗蓝白色的巨星，距离地球25光年，全天第17亮星（不包括太阳）。在地球上的视星等为1.16。

## 起源

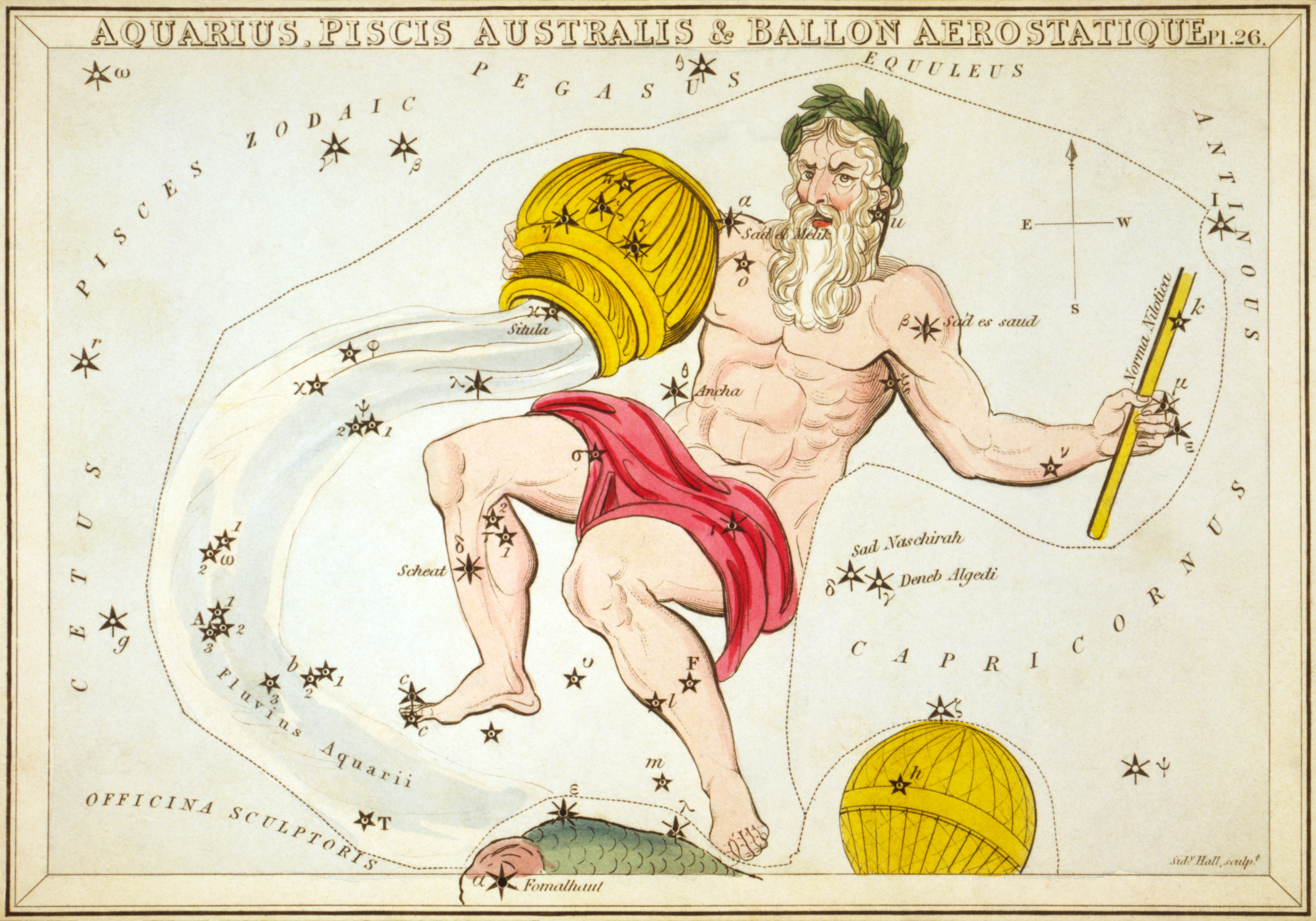
在1825年的星座圖，烏拉尼亞之鏡描繪的寶瓶座星圖上，在其底部可以看見南魚座的身影。緊鄰它的是現已廢棄，過時的星座輕氣球座。

南魚座起源於巴比倫星座，簡稱魚（MUL.KU）。天文學教授布蘭得利·舍費爾提出，古代觀測者必須能够看到最南邊的天錢四，才能定義一個看起來像魚的星座圖案。南魚座與天鷹座、烏鴉座和長蛇座一起，於西元前500年左右傳給古希臘人；這些星座分別標記了夏和冬至的太陽位置。

## 神話傳說
在希臘神話中，這個星座被稱為大魚，它被描繪成吞下寶瓶座倒出的水。 雙魚座的兩條魚據說是大魚的後代。在埃及神話中，這條魚拯救了埃及女神伊西斯的生命，因此她將這條魚及其後代突變並安置在天上作為星座。在西元前5世紀，希臘歷史學家克特西亞斯寫道：據說這條魚生活在敘利亞曼比季（班比斯，Bambyce）附近的一個湖泊裏，並拯救了阿芙蘿黛蒂的女兒阿塔伽提斯，因為這一行為被置在天上成為星座。因此，魚是神聖的，所以許多敘利亞人不吃魚。

## 中国星官
中国古代传统中，南魚座天区包括危宿中的天錢、虛宿中的敗臼和室宿中的北落師門。
- 天錢(危宿5)：南魚座13（天錢一）、南魚座θ（天錢二）、南魚座ι（天錢三）、南魚座μ（天錢四）、南魚座τ（天錢五）。

- 敗臼(虛宿4)：天鶴座γ（敗臼一）、天鶴座λ（敗臼二）、南魚座γ（敗臼三）、南魚座19（敗臼四）。

- 北落師門(室宿1)。

## 有趣的星
有独立名字的星：
- 南鱼座α/24，中国古代称作北落师门，1.17 Fomalhaut [Formalhaut]或（Os）Piscis Meridiana [Os Piscis Meridionalis]或Os Piscis Notii或Difda al Auwel –距地球近，被盘环绕
< فم الحوت  fum/fam al-ħūt =鱼嘴或鲸鱼嘴
< ōs piscis merīdiāna = 南方的鱼嘴
< الضفدع الأول  ađ̧-đ̧ifdac al-´awwal =最初的蛙

拜耳命名法中的星：
南鱼座β/17 4.29; 南鱼座γ/22 4.46; 南鱼座δ/23 4.20; 南鱼座ε/18 4.18; 南鱼座ζ 6.43; 南鱼座η/12 5.43; 南鱼座θ/10 5.02; 南鱼座ι/9 4.35; 南鱼座λ/16 5.45; 南鱼座μ/14 4.50; 南鱼座π 5.12; 南鱼座τ/15 4.94; 南鱼座υ 4.99
弗兰斯蒂德恒星命名法中的星：
南鱼座2 5.20; 南鱼座3 5.41; 南鱼座5 6.52; 南鱼座6 5.97; 南鱼座7 6.10; 南鱼座8 5.73; 南鱼座13 6.45; 南鱼座19 6.12; 南鱼座21 5.99
其他有趣的星：
- Lacaille 9352 7.34 –距离地球10.74光年，第10近恒星（除太阳外），自行速度排名第4。

- 南鱼座TW 6.48 – 耀星，距地球近

- HD 216770 8.10 –有一个行星